# Bernd Goering
Bernd Goering (* 1962 in Basel) ist ein deutscher, freischaffender Künstler in Lörrach und Efringen-Kirchen-Egringen.

## Leben und Wirken
Nach Besuch der Albert-Schweitzer Schule und des Hans-Thoma-Gymnasiums in Lörrach mit Abitur 1981 absolvierte er seinen Zivildienst bei der Lebenshilfe in Lörrach. 
Es folgten Studien an der Pädagogischen Hochschule Freiburg in bildender Kunst, Mathematik und Physik für das Lehramt, ein Praktikum in einem Steinmetzbetrieb und Studien der Archäologie an der Universität Freiburg. Die weitere Ausbildung erfolgte in der Schule für Gestaltung in der Bildhauerfachklasse bei Johannes Burla in Basel.
Seit 1988 ist Goering freischaffender Künstler, er ist Mitglied im Deutschen Künstlerbund und lebt in Lörrach.

## Auszeichnungen und Ehrungen
- 1993 Förderpreis 1993 des Kunst- und Kulturförderkreises Lörrach
- 1994 Stipendium des Landes Schleswig-Holstein im Künstlerhaus von Selk
- 1994 Förderpreis des Kunst- und Kulturförderkreises Lörrach
- 1994 Metallbildhauer Symposium in Hohenstein-Ernstthal
- 1998 Markgräfler Kunstpreis
- 1999 Aufmerksam, Symposium im St. Josefshaus Herten
- 2000 Wettbewerb "Jahrhundertplastik", Lörrach; 1. Platz und Ausführung
- 2001 Birkenmeier Steinguss – Symposium, Breisach am Rhein
- 2002 Ideenwettbewerb Haltingen; 1. Platz und Ausführung
- 2010 Wettbewerb Oberrhein-Gymnasium Weil am Rhein; 1. Platz und Ausführung
- 2012 Wettbewerb Brunnen Neuenburg am Rhein; 1. Platz und Ausführung